# جمهورية الكورسيكان
جمهورية الكورسيكان في نوفمبر 1755 أعلن باسكوالي باولي جزيرة كورسيكا دولة ذات سيادة ومستقلة عن جمهورية جنوة وأنشأ الدستور الكورسيكي الذي تضمن حق النساء في التصويت  وألغاه الفرنسيون لاحقًا عندما استولوا على الجزيرة في عام 1769.